# Deslocalização próxima
A deslocalização próxima (em inglês: nearshore) é um tipo de subcontratação ou terceirização de uma actividade com salários mais baixos que no próprio país, que se encontra relativamente perto na distância ou a zona horária (ou ambos). O cliente espera beneficiar-se de uma ou várias das seguintes construções de proximidade: geográficas, temporárias, culturais, linguísticas, económicas, políticas, ou de vínculos históricos.
O trabalho de serviço que se origina pode ser um processo de negócio ou de desenvolvimento de programas informáticos. No mesmo modo que a deslocalização.